# 韦斯特罗斯市镇
59°37′N 16°32′E / 59.617°N 16.533°E
韦斯特罗斯市镇（瑞典語：Västerås kommun）是瑞典中部西曼兰省的一个市镇。其治所位于韦斯特罗斯。